# Bernhardskirche (Holzbronn)

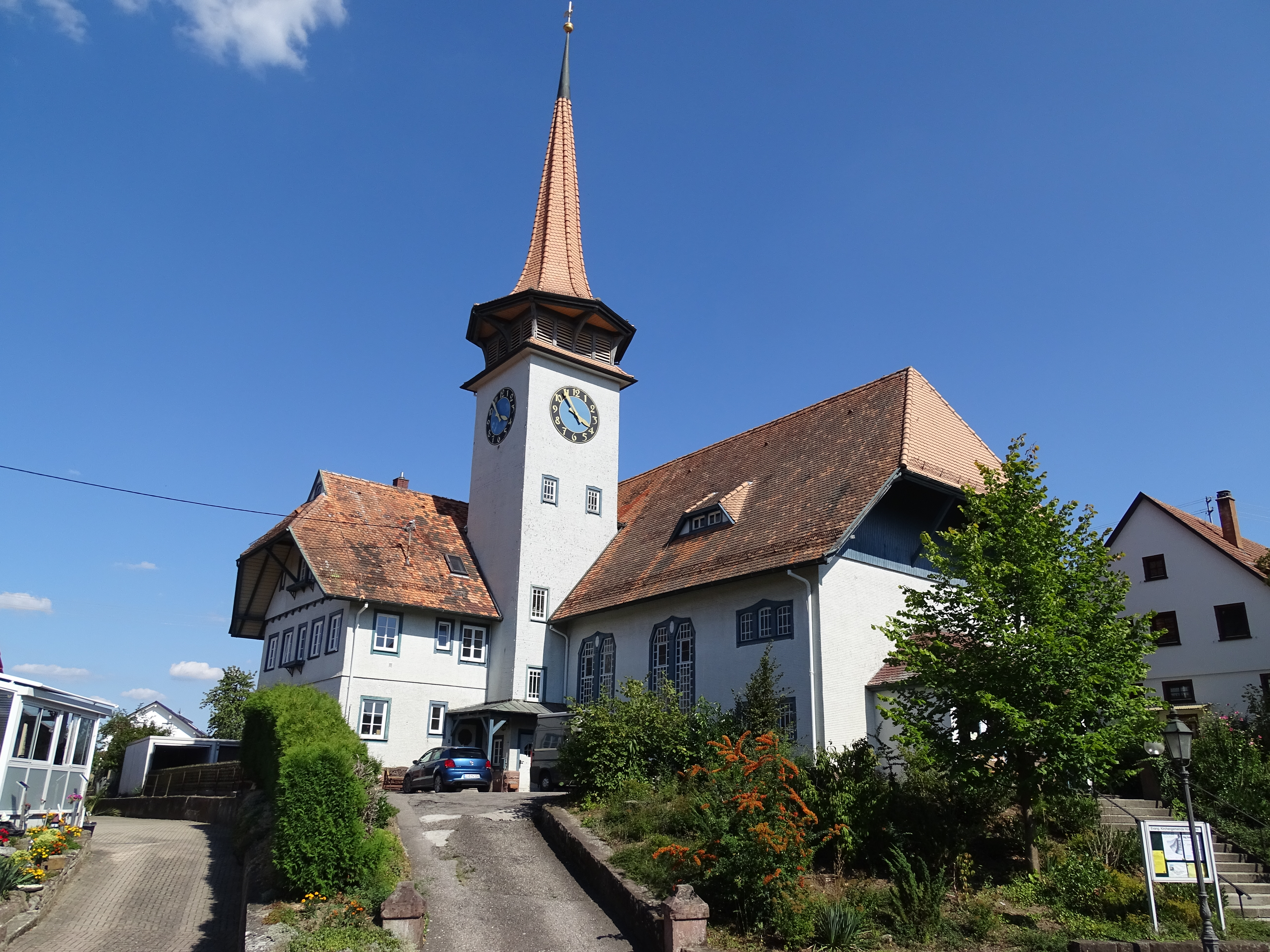
Bernhardskirche in Holzbronn

Die evangelische Bernhardskirche ist die Pfarrkirche von Holzbronn, einem Stadtteil der Großen Kreisstadt Calw im Landkreis Calw in Baden-Württemberg. Das Bauwerk ist beim Landesamt für Denkmalpflege Baden-Württemberg als Baudenkmal eingetragen. Die Kirchengemeinde gehört zur Evangelischen Landeskirche in Württemberg.

## Beschreibung
Der Gebäudekomplex auf rechtwinkligem Grundriss wurde 1907/08 nach Plänen von Heinrich Dolmetsch anstelle einer abgebrochenen Kapelle erbaut. Er besteht aus dem Langhaus in Ost-West-Richtung, dem Pfarrhaus in Nord-Süd-Richtung und in der Nord-West-Ecke dem Kirchturm. Das oberste verputzte Geschoss beherbergt die Turmuhr. Darüber sitzt ein hölzernes Glockengeschoss, in dessen Glockenstuhl drei Kirchenglocken hängen. Der Kirchturm ist mit einem geschwungenen, spitzen Helm bedeckt. Der Innenraum des Langhauses ist mit einer Kassettendecke überspannt. Zur Kirchenausstattung gehört ein Kanzelaltar aus der Bauzeit.